# 弗拉基米尔·古捷涅夫
弗拉基米尔·弗拉基米罗维奇·古捷涅夫（羅馬化：Vladimir Vladimirovich Gutenyov；1966年3月27日—），他的姓氏也可译作古捷尼奥夫，是俄罗斯政治家、国家议员。1990年，他毕业于新切尔卡斯克国立土地改良学院。2001年至2009年，他担任俄罗斯联邦总统领导下的俄罗斯公共管理学院社会与环境系统管理系教授。2007年至2009年期间，古捷涅夫担任俄罗斯国防出口国营公司总经理顾问。
2011年12月4日，古捷涅夫当选为第六届国家杜马代表，并于2016年和2021年分别连任第七届和第八届国家杜马议员。

## 制裁
古捷涅夫于2022年因俄乌战争而受到欧盟制裁。